# Тиберий Манилий Фуск
Тиберий Манилий Фуск (на латински: Tiberius Manilius Fuscus) e политик и сенатор на Римската империя през края на 2 век и през 3 век.

## Биография
Произлиза от фамилията Манилии или Манлии (Manilii/Manlii) от Италия или Испания. Женен е за Флавия Полита.
От 191 до 193 г. Фуск е легат на XIII Близначен легион в Дакия. След това през 194 г. става първият управител на новата провинция в Сирия Syria Phoenice и вероятно 196 г. суфектконсул в отсъствие (in absentia). През гражданската война Фуск е привърженик на Септимий Север и става през 203 г. магистер на Квиндецимвирите (Quindecimviri sacris faciundis) и през 204 г. организира секуларските празненства. 209/210 или 212/213 г. той е проконсул на Азия.
През 225 г. Фуск е за втори път консул. Колега му е Сервий Калпурний Домиций Декстер.